# Stephen Dillane
Stephen John Dillane (sinh ngày 27 tháng 3 năm 1957) là một nam diễn viên người Anh.